# Sekizuka Takashi
Sekizuka Takashi (sinh ngày 26 tháng 10 năm 1960) là một cầu thủ và huấn luyện viên bóng đá người Nhật Bản. Ông từng dẫn dắt đội tuyển Nhật Bản dự các Thế vận hội Mùa hè 2008.